# Тусуз, Эда
Эда Тусуз (тур. Eda Tuğsuz; род. 27 марта 1997, Анталья) — турецкая легкоатлетка, специализирующаяся в метании копья. Участница Олимпийских игр, чемпионка Игр исламской солидарности.

## Биография
Эда Тусуз родилась 27 марта 1997 года.

## Карьера
На чемпионате Турции по легкой атлетике среди спортсменов до 23 лет Тусуз побила 16-летний рекорд Айсель Таш, бросив копьё на 57,24 метра. Спустя неделю турецкая спортсменка сумела улучшить этот результат ещё на полтора метра, бросив снаряд на 58,95 метра в Суперлиге.
Эда Тусуз приняла участие на чемпионате мира среди юниоров, который прошел в Быдгоще. 20 июля 2016 года она занял третье место, метнув копьё на 56,71 метра, таким образом завоевав бронзовую медаль.
Тусуз начала сезон 2017 года с рекорда. Она улучшила собственное наилучшее достижение, отправив копьё на 59,21 метра, а в следующей попытке ещё дальше — на 59,68 метра. Это произошло на Кубке Сейфи Алании, который прошел в Мерсине в феврале. Менее чем через месяц Эда бросила копьё на 60,98 метра на Зимнем кубке Европы, вновь улучшив личный рекорд. Бросок за 60 метров принёс ей серебряную медаль, при этом ранее в Турции никто не преодолевал этот рубеж. Тусуз продолжила улучшать результаты, в следующем месяце отправив копьё ещё дальше на 3,5 метра. На отборочном турнире в Анталии она бросила копьё на 64,30 м, добавив в свой актив еще один национальный рекорд. В 2017 году Тусуз завоевала золотую медаль на Играх исламской солидарности в Баку, бросив копьё на 67,21 м.
В 2019 году Тусуз завоевала бронзовую медаль на летней Универсиаде в Неаполе. На чемпионате мира в Дохе стала 20-й в квалификации и не вышла в финал.
На этапе Бриллиантовой лиги в Риме Эда Тусуз заняла второе место с результатом 64,51 метра и завоевала олимпийскую лицензию на Игры в Токио.
6 августа 2021 года на Олимпийских играх в Токио заняла 4-е место.